# 沙恩·威廉斯
沙恩·威廉斯（英語：Sian Williams，1968年2月2日—），英国女子足球运动员，场上位置是中场。她曾代表英格兰代表队参加1995年国际足联女子世界杯，结果队伍止步八强赛。